# ابرنما

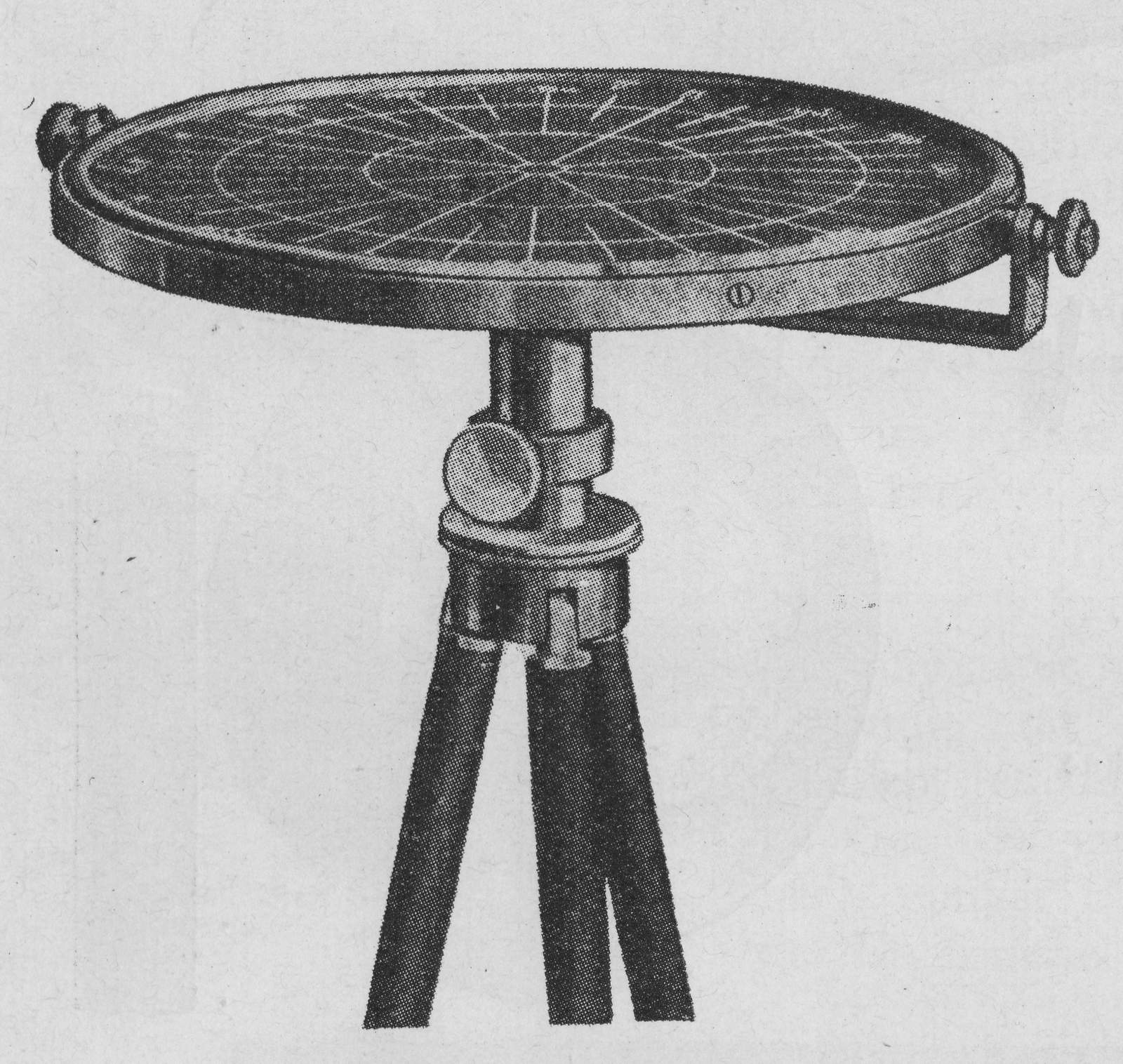
ابرنما.

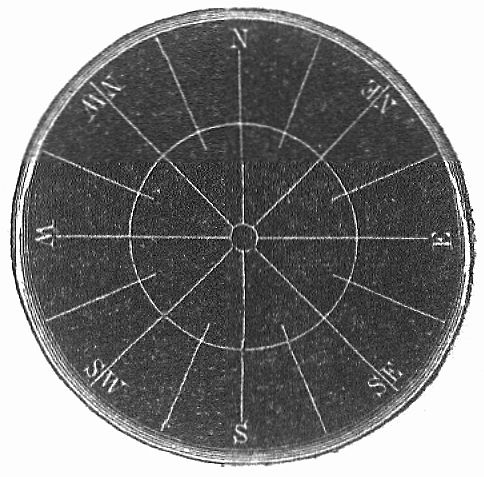
آینه و گلباد.

اَبرنَما (Nephoscope) ابزاری است برای تعیین سمت و سرعت نسبی حرکت ابر.
چند گونه ابرنما وجود دارد:
- ابرنمای شانه‌ای (بسون): نوعی ابرنمای دیدمستقیم که در آن میله‌هایی به طور قائم و در فاصله‌هایی برابر بر روی میله‌ای افقی که خود بر روی پایه‌ای قائم و چرخش‌پذیر استوار است نصب شده‌اند.
- ابرنمای آینه‌ای (بازتابی): که در آن حرکت ابر را از بازتاب آن در یک آینه می‌توان مشاهده کرد.
- ابرنمای شبکه‌ای: نوعی ابرنمای دیدمستقیم شامل شبکه‌ای میله‌ای که به صورت افقی در انتهای محوری قائم و چرخش‌پذیر نصب شده‌است. این گونه ابرنما، نوع دگرگون‌شده‌ای از ابرنمای شانه‌ای است که نروژی‌ها ساخته‌اند.

هم‌چنین در سال ۱۸۹۴ میخائیل پومورتسف نوع دیگری از ابرنما را در روسیه ابداع کرد.